# Lèze
Die Lèze ist ein Fluss in Frankreich, der in der Region Okzitanien verläuft. Sie entspringt in den Plantaurel-Bergen im Gemeindegebiet von La Bastide-de-Sérou, entwässert generell in nördlicher Richtung und mündet nach rund 70 Kilometern im Gemeindegebiet von Clermont-le-Fort als linker Nebenfluss in die Ariège.
Auf ihrem Weg durchquert sie die Départements Ariège und Haute-Garonne.

## Orte am Fluss
- Pailhès
- Artigat
- Le Fossat
- Saint-Ybars
- Lézat-sur-Lèze
- Saint-Sulpice-sur-Lèze
- Beaumont-sur-Lèze
- Lagardelle-sur-Lèze
- Labarthe-sur-Lèze